# Stazione di Galdo
La stazione di Galdo si trova sulla ferrovia Sicignano-Lagonegro, nel comune di Sicignano degli Alburni. È situata nella località di Galdo Scalo, ed è lo scalo della frazione sicignanese di Galdo degli Alburni (a 7 km).

## Geografia
Lo scalo si trova sulla Strada statale 19 delle Calabrie fra le stazioni di Castelluccio Cosentino e di Petina, e fra i paesi più vicini vi sono, oltre Galdo, anche Castelluccio Cosentino e Zuppino. La linea ferroviaria è oggi in disuso ed i binari, oltre allo stesso edificio della stazione ferroviaria, restano in uno stato di totale abbandono e vengono "inghiottiti" dalla vegetazione.

## Caratteristiche
Lo scalo è composto da un fabbricato viaggiatori di 2 piani, 2 binari al servizio passeggeri con un marciapiede centrale, ed un tronchino per il servizio merci. Conta 3 cartelli a rilievo in pietra sull'edificio ed il binario 2 è stato parzialmente sommerso dai detriti, per via dei lavori di smantellamento del vecchio tracciato dell'autostrada A3.

## Traffico
Dopo la chiusura nel 1987, avvenuta per la correlata chiusura della linea Battipaglia-Potenza-Metaponto  per elettrificazione, chiusura che tagliava la linea dal resto della rete ; la linea è stata servita da corse sostitutive di autobus. Dopo la riapertura della Salerno-Potenza-Metaponto, nel 1993, la linea non è tuttavia stata riattivata, proseguendo con le corse sostitutive.
Per i primi 10 anni, Galdo ha potuto contare su otto coppie di relazione di autobus sull'intera tratta, con alcune corse da/per Battipaglia e Salerno. Dal 1997 al 2004 le coppie di relazione si sono ridotte a tre, sulla sola tratta Sicignano-Polla, dal 2005 al 2006 a due e dal 2007 ad una . Dal 9 dicembre 2007 le fermate intermedie tra Sicignano e Polla hanno perso l'unica coppia di corse sostitutive e sono state cancellate dall'orario FS.